# Heilandskirche am Port von Sacrow

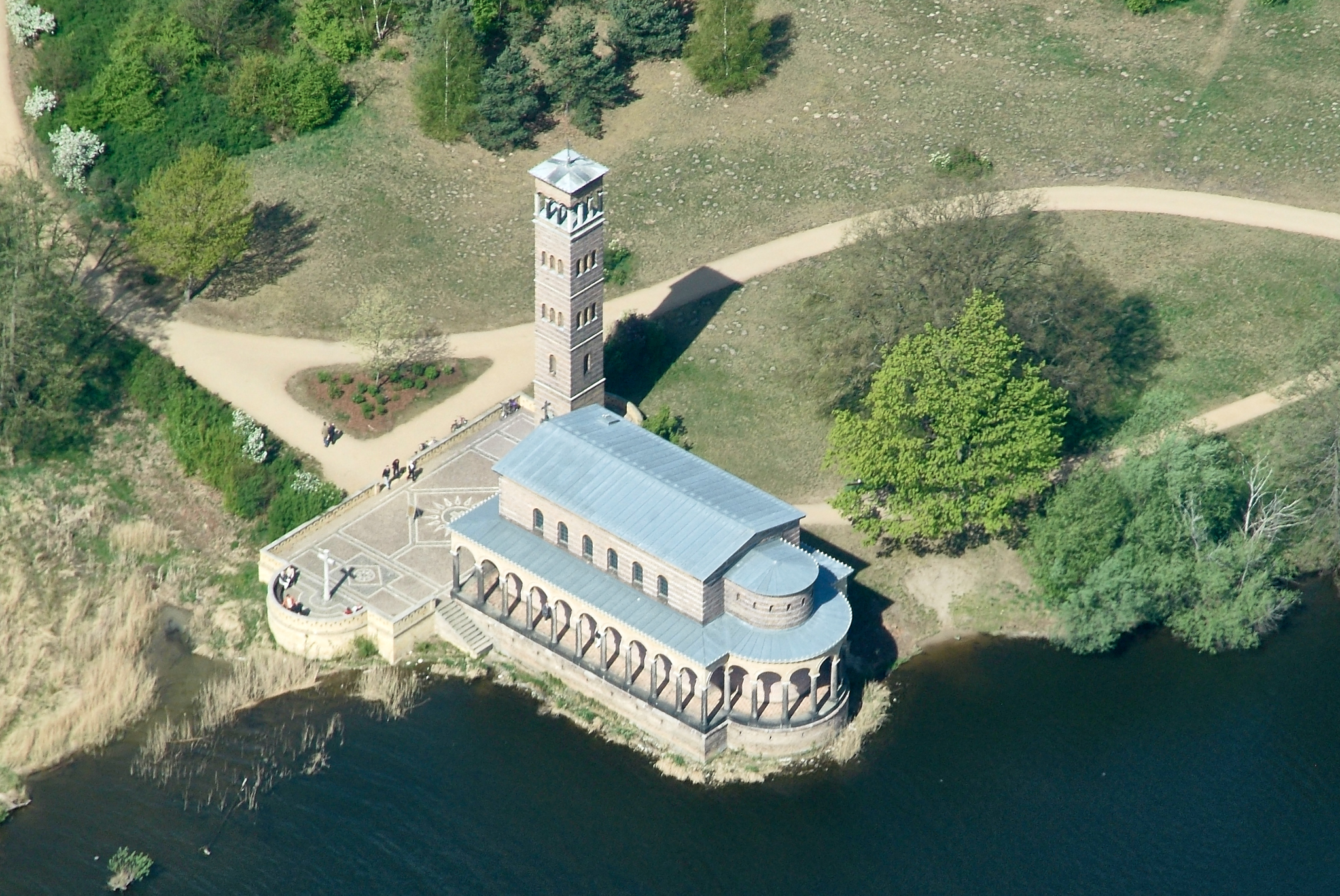
Heilandskirche im April 2007

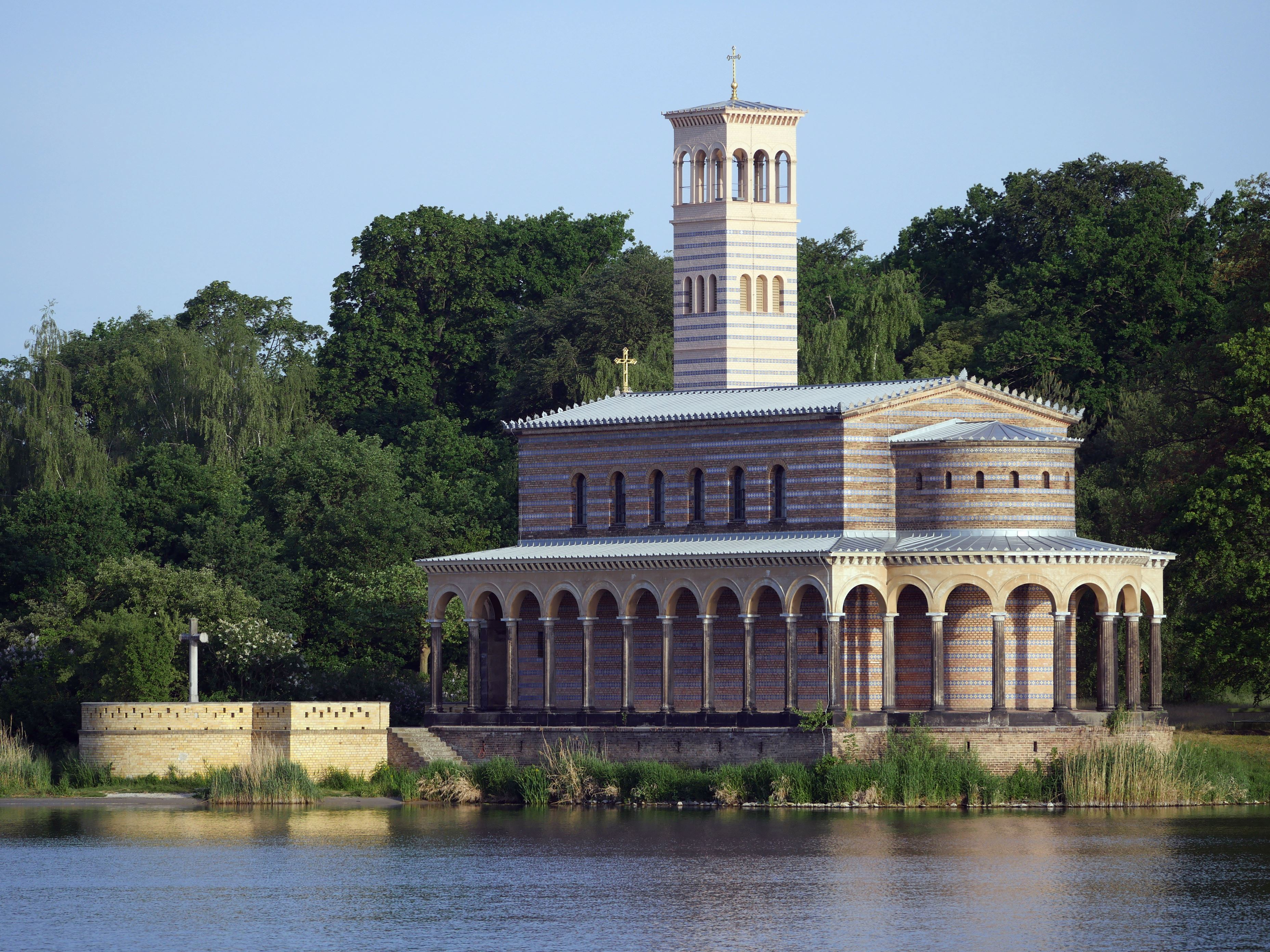
Heilandskirche in der Morgensonne vom Krughorn aus gesehen

Die Heilandskirche am Port von Sacrow (auch Heilandskirche oder Sacrower Kirche) steht südlich des Potsdamer Ortsteils Sacrow unmittelbar am Ufer der Havel. Das aufgrund seiner Lage und seines Stils außergewöhnliche Gebäude entstand 1844 unter König Friedrich Wilhelm IV., der sich eine Kirche in italienischem Stil mit freistehendem Glockenturm (Campanile) gewünscht hatte. Sie wurde nach seinen Skizzen und von seinem Architekten Ludwig Persius gebaut. Die Kirche lag im Grenzgebiet der DDR nach Westberlin hin. 1961 wurde die Berliner Mauer unmittelbar, aber landseitig an ihr vorbei, errichtet. Kurz nach Weihnachten 1961 zerstörten DDR-Grenztruppen ihr Inneres und schlossen den noch möglichen Zugang durch die Mauer für Gottesdienste endgültig. Nach der politischen Wende wurde sie in den 1990er Jahren restauriert. Eingebettet in den Sacrower Schlosspark ist sie Teil der Potsdamer Havellandschaft, die von der Pfaueninsel bis nach Werder reicht. Die Heilandskirche ist Teil der Weltkulturerbestätte Schlösser und Parks von Potsdam und Berlin und steht damit unter dem Schutz der UNESCO. Die Kirche hat diesen Status seit 1992, als die seit 1990 bestehende Weltkulturerbestätte um „Schloss und Park Sacrow und die Heilandskirche“ erweitert wurde.

## Name

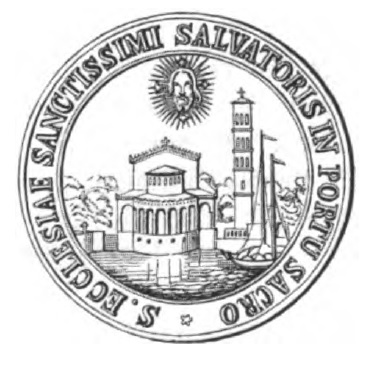
(Historisches) Siegel der Heilandskirche Sacrow (aus Wagener, 1867)

Nach der Vorstellung von Persius hätte die Kirche „Das Schiff“ heißen sollen. Das Kirchensiegel trägt die lateinische Inschrift S(igillum) Ecclesiae sanctissimi Salvatoris in portu sacro. Übersetzt: „Siegel der Kirche des allerheiligsten Erlösers (Heilands) im heiligen Hafen“. Dabei wurde der slawische Ortsname Sacrow (za krowje bedeutet ‚hinter Gebüsch‘) als Ablativ-Form sacro des lateinischen Adjektivs sacer (‚heilig‘) verwendet. Das als lateinischer Heiligentitel allgemein bekannte Wort sanctus, dessen Superlativ sanctissimus im Text des Siegels vorkommt, ist eigentlich das Partizip Perfekt ‚geheiligt‘ zum nachklassischen Verb sancire (‚heiligen‘). „Heilandskirche am Port von Sacrow“ ist also eine nicht sehr genaue Übersetzung des Siegeltextes.

## Lage

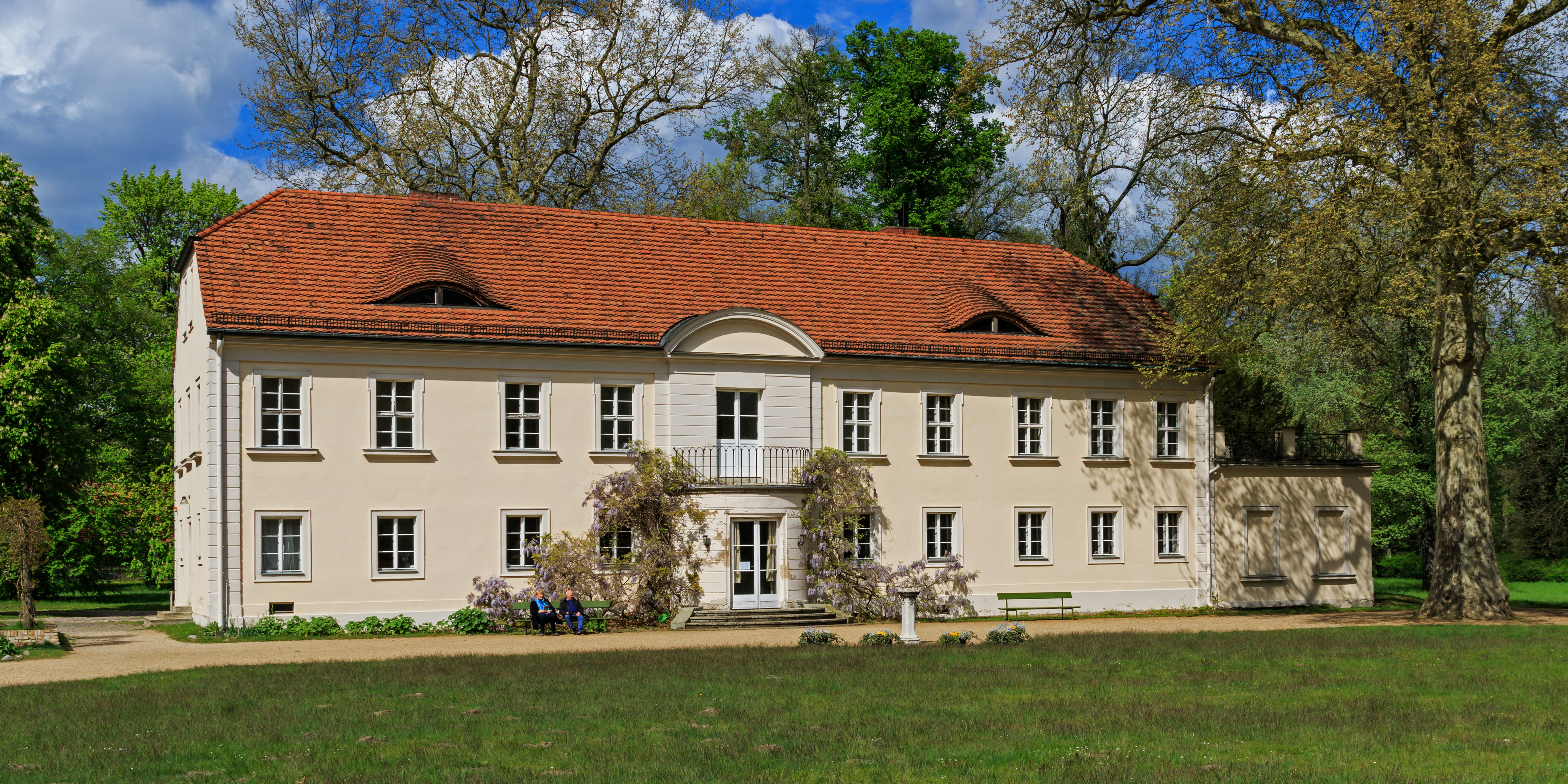
„Schloss“ Sacrow, 2004/2005 restauriert

Die Kirche steht auf einer in den Jungfernsee ragenden Terrasse. Sie liegt 300 Meter südlich des kleinen Sacrower Schlosses und gehört zu dessen Schlosspark, den der Gartenkünstler Peter Joseph Lenné ebenfalls in den 1840er-Jahren weiträumig umgestaltete. Das Dorf Sacrow, dessen alter Kern nordöstlich des Schlosses an der Havelbucht Sacrower Lanke liegt, ist seit 1939 Ortsteil von Potsdam. Sacrow und sein Schlosspark liegen auf einer 300 bis 500 Meter breiten, überwiegend bewaldeten Landbrücke, hinter der sich parallel zur Havel der Sacrower See erstreckt. Das der Kirche gegenüber liegende Havelufer ragt bis auf 200 Meter heran und ist ebenfalls bewaldet. Obwohl die Kirche nur 1,2 km Luftlinie von der Glienicker Brücke entfernt ist, beträgt der Landweg bis ins Zentrum des südwestlich des Jungfernsees gelegenen Potsdam über 10 km.

## Geschichte

### Frühere Kirchen von Sacrow
Über die erste Sacrower Kirche ist wenig bekannt. Das aus Feldsteinen gemauerte Gotteshaus stand mitten im Ort und verfiel höchstwahrscheinlich während des Dreißigjährigen Krieges (1618–1648). Die erste Erwähnung findet sich in Aufzeichnungen aus dem Jahr 1661, als der Pfarrer aus Fahrland für die seelsorgerische Betreuung der Gemeinde zuständig war.
An selbiger Stelle wurde 1694 eine Fachwerkkirche errichtet, unter der sich noch das Gruftgewölbe des Vorgängerbaus befand.
Der von 1774 bis 1794 amtierende Fahrländer Pastor Johann Andres Moritz gab in seinen Tagebuchaufzeichnungen detaillierte Einblicke in das Leben des Dorfes und der wechselnden Besitzer des 1774 erbauten Gutshauses. In Theodor Fontanes Wanderungen durch die Mark Brandenburg werden diese Aufzeichnungen im Wesentlichen wörtlich wiedergegeben. Pfarrer Moritz schrieb 1790 auch seine ablehnenden Gefühle nieder, die er gegenüber der „kümmerlichen Pfarre“ hatte (Wiedergabe durch Fontane): „Meine Pfarre ist eine beschwerliche Pfarre. Sakrow (nur Filial) liegt eine Meile ab […] es ist in allem betrachtet ein verdrießlich Filial, und doch muß ich es alle 14 Tage bereisen. Gott! Du weißt es, wie ich dann […] bis Abend fahren und reden muß, wie sauer es mir jetzt wird“.
Nach dem Tod des Pfarrers Moritz kam die Sacrower Gemeinde 1794 in die Obhut der Potsdamer Nikolaikirche und ab 1808 wieder zu Fahrland.
Die kleine Fachwerkkirche war seit 1813 unbenutzbar und musste wegen Baufälligkeit 1822 abgerissen werden. Die evangelische Gemeinde richtete daraufhin einen Betsaal in einem Haus nahe dem Herrenhaus, des späteren Schlosses, ein, in dem bis zur Fertigstellung der Heilandskirche am 21. Juli 1844 die Gottesdienste stattfanden.

### Bau der Heilandskirche

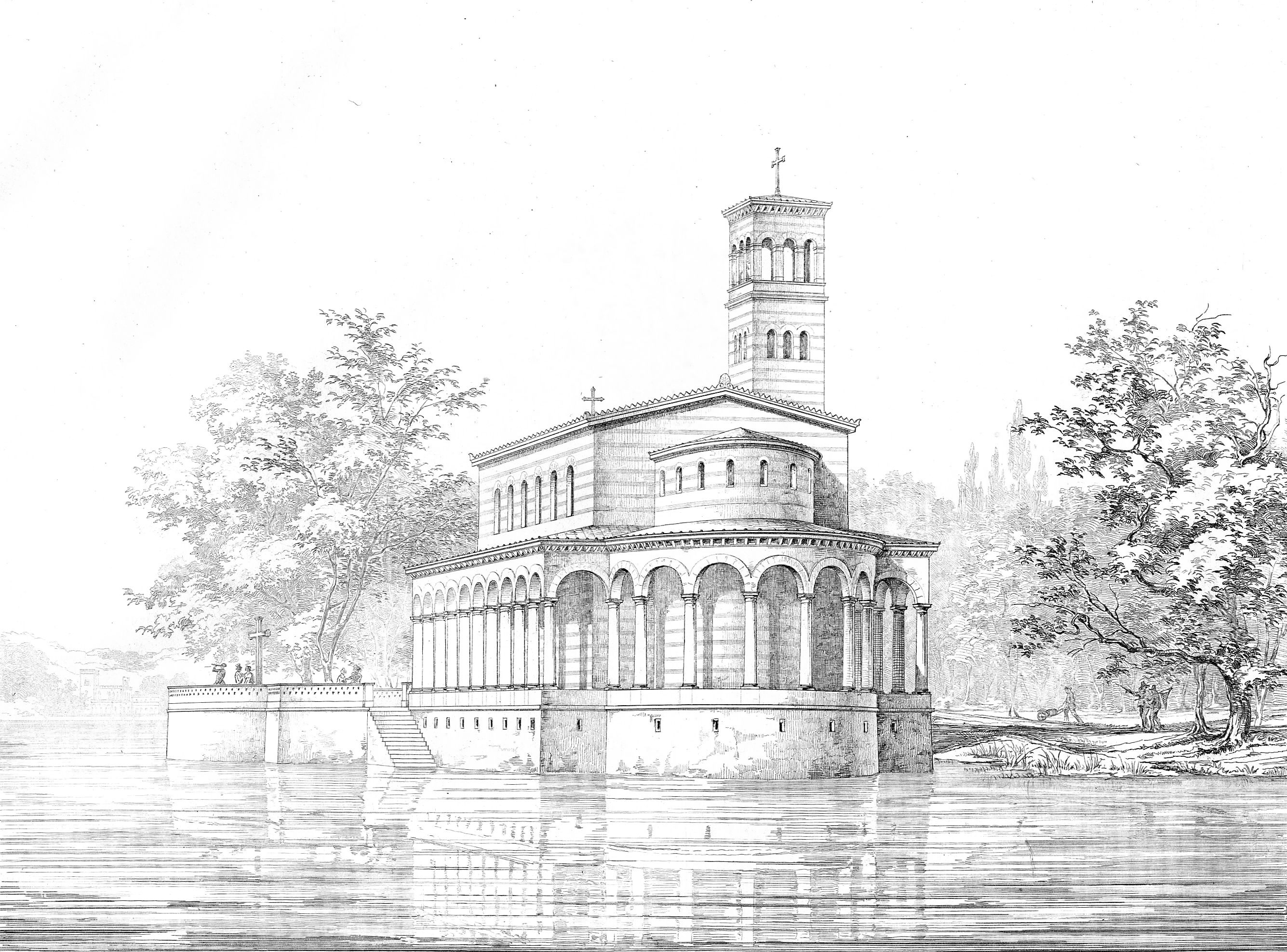
Ansicht von Südosten, 1845

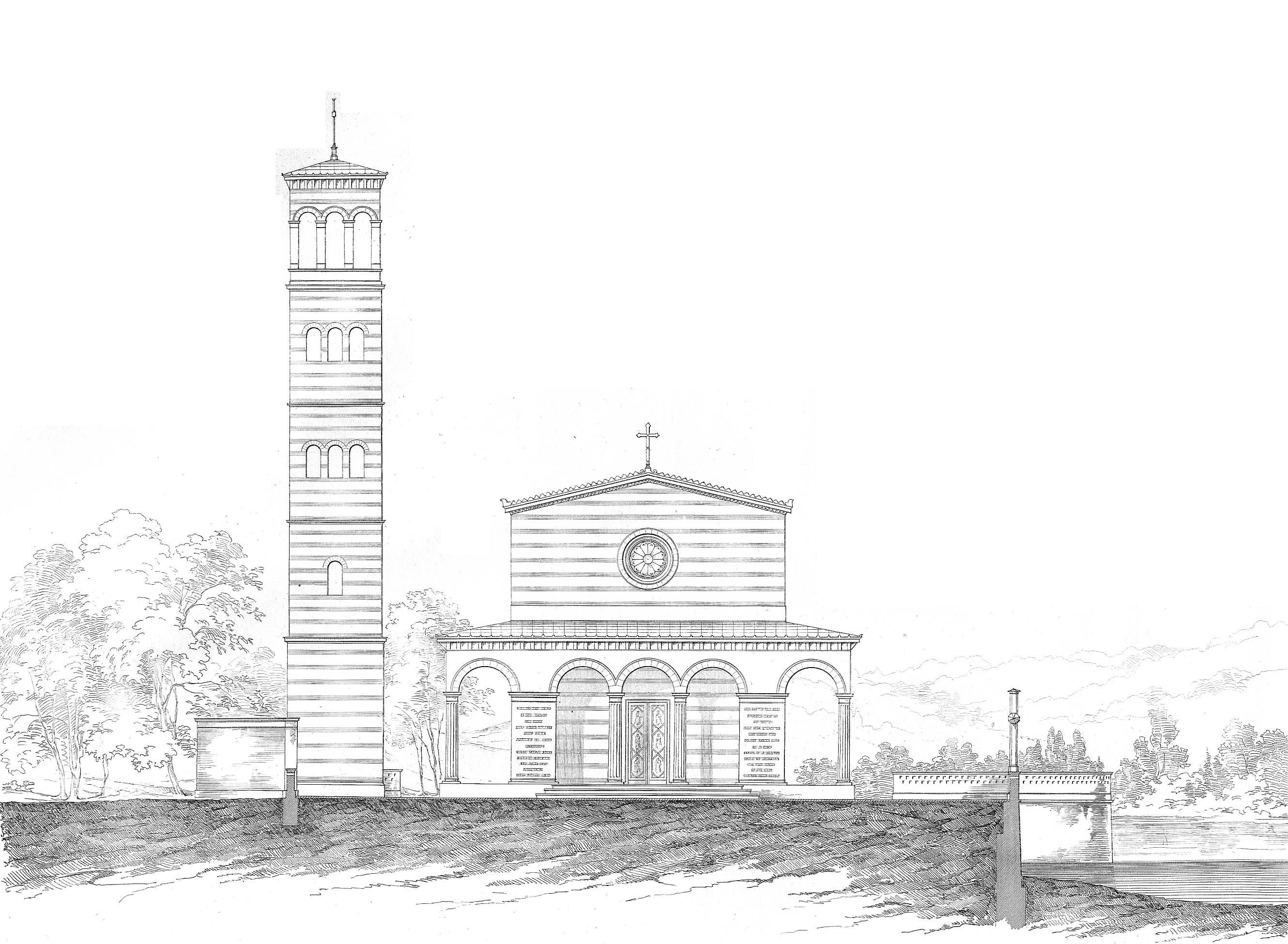
Ansicht von Westen, 1845

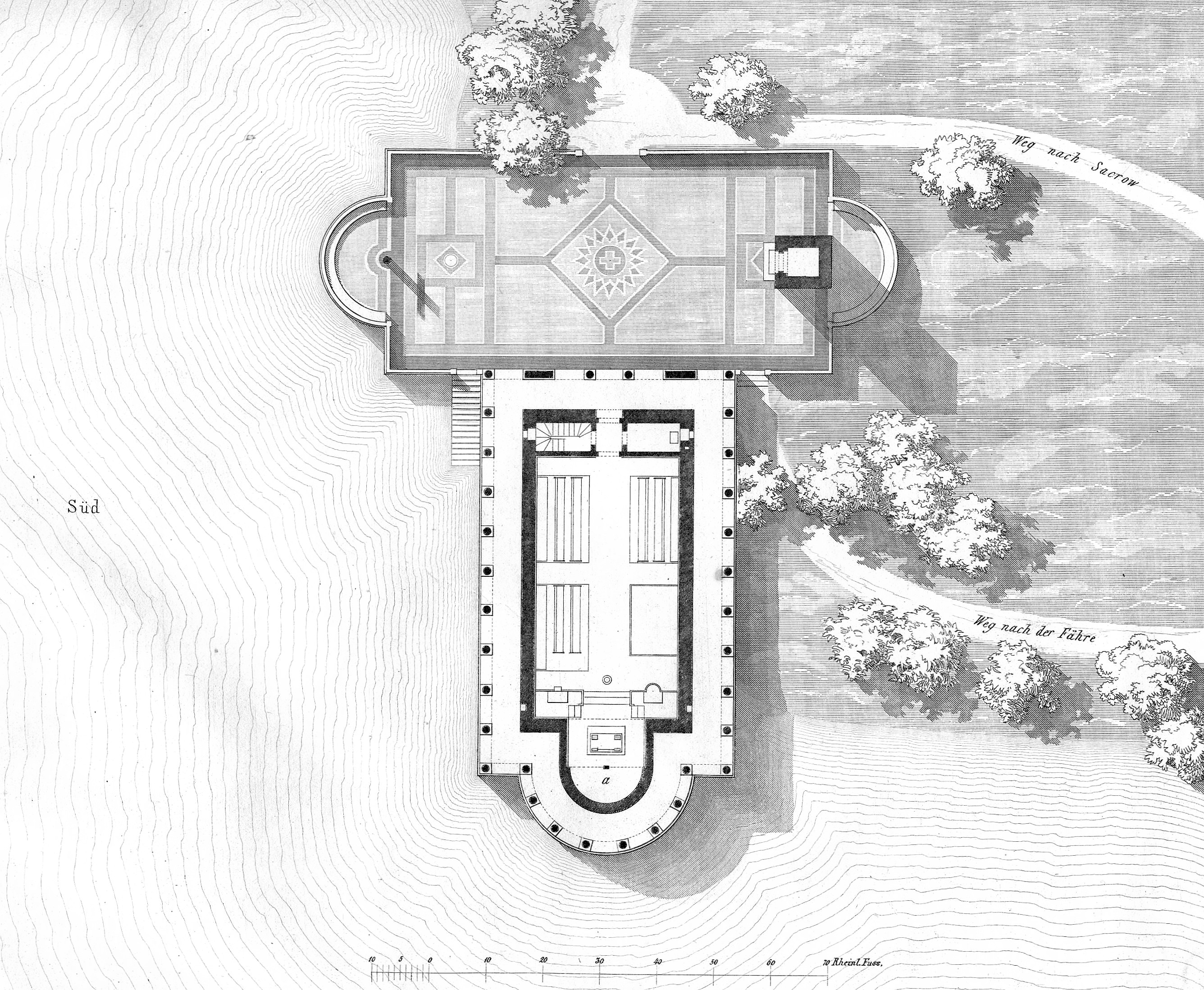
Grundriss, 1845

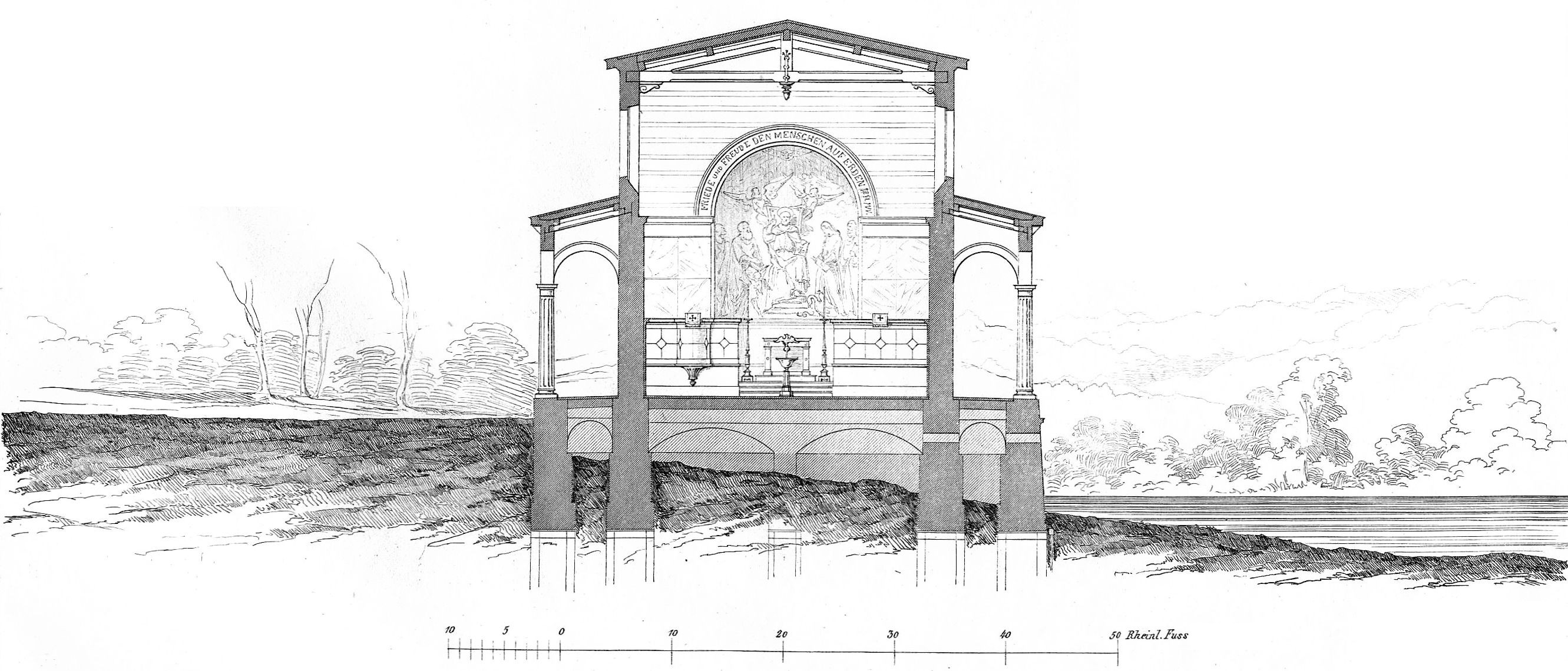
Querschnitt, 1845

Im Oktober 1840 erwarb Friedrich Wilhelm IV. das Gut für 60.000 Taler und überwies es als Domäne im November desselben Jahres an die Königliche Regierung in Potsdam. Schon lange vor dem Kauf skizzierte der König Kirchenbauten für Sacrow. Für einen Neubau geeignet schien eine Bucht, ein Hafen, in der die Havelfischer bei Sturm mit ihren Booten Schutz suchten. Der dortige Fähranleger wurde 300 Meter nordostwärts an seine heutige Stelle verlegt.
Der Hofarchitekt Ludwig Persius, unterstützt durch seinen engsten Mitarbeiter Ferdinand von Arnim, der mit der örtlichen Bauleitung beauftragt war, setzte die vom König vorgefertigten Skizzen in die für ihn typische klare Bauform um. Die in das Wasser hineinragende Heilandskirche vermittelt wie geplant Assoziationen an ein Schiff. Die Kirche in die Schilfzone am Ufer zu bauen, erforderte als Gründung einen Pfahlrost. Das verschlang ein Drittel der Gesamtbaukosten von 45.243 Talern und 27 Silbergroschen. Das Schloss wurde zum Predigerhaus für die Heilandskirche. Nach dem Baubeginn im Jahr 1841 fand die feierliche Einweihung bereits nach drei Jahren am 21. Juli 1844 statt.
In den ersten Jahren erfuhr das Gebäude einige Veränderungen: 1845 erhielt die Apsis ihr monumentales Fresko. Gleichzeitig wurde der erste, Marmor imitierende Innenanstrich des Schiffs einfarbig übermalt, und das zunächst parallel zu den Längswänden aufgestellte Gestühl wurde zum Altar hin ausgerichtet. Schon 1850 zeigte das Dach deutliche Regenschäden. Bei der Reparatur wurden die bis dahin aufgesetzten Terracotta-Palmetten durch solche aus Zinkguss ersetzt.
Der Gartenkünstler Peter Joseph Lenné gestaltete nach 1842 das Gelände um das Kirchengebäude, die Bucht, den Park des Schlosses Sacrow und eines 1843/1844 von Ludwig Persius im italienischen Stil umgebauten Fährpächter- und Gasthauses „Zum Doctor Faustus“ am östlichen Ende des Parks. Lenné schuf, wie in seinen Anlagen üblich, breite Spazierwege und weite Sichtachsen zu den Parkanlagen von Schloss Glienicke, Babelsberg, dem Neuen Garten und der Stadt Potsdam. Der über 24 ha große Sacrower Park wurde in seine landschaftsgärtnerische Umgestaltung der Potsdamer Havellandschaft einbezogen.
Nach der Einweihung der Kirche blieb Sacrow nur vier Jahre eine eigenständige Kirchengemeinde, wurde dann vom Geistlichen der Friedenskirche betreut und ab 1859 Bornstedt zugeordnet. Einen weiteren Wechsel gab es 1870, als die Pfarrei der Heilandskirche mit derjenigen von Klein Glienicke (später zu Neubabelsberg) und der Kirche St. Peter und Paul auf Nikolskoje sowie der Ortschaft Stolpe (heute zu Berlin-Wannsee) zusammengelegt wurde.

### Verwüstung, Verfall und Restaurierung seit 1961

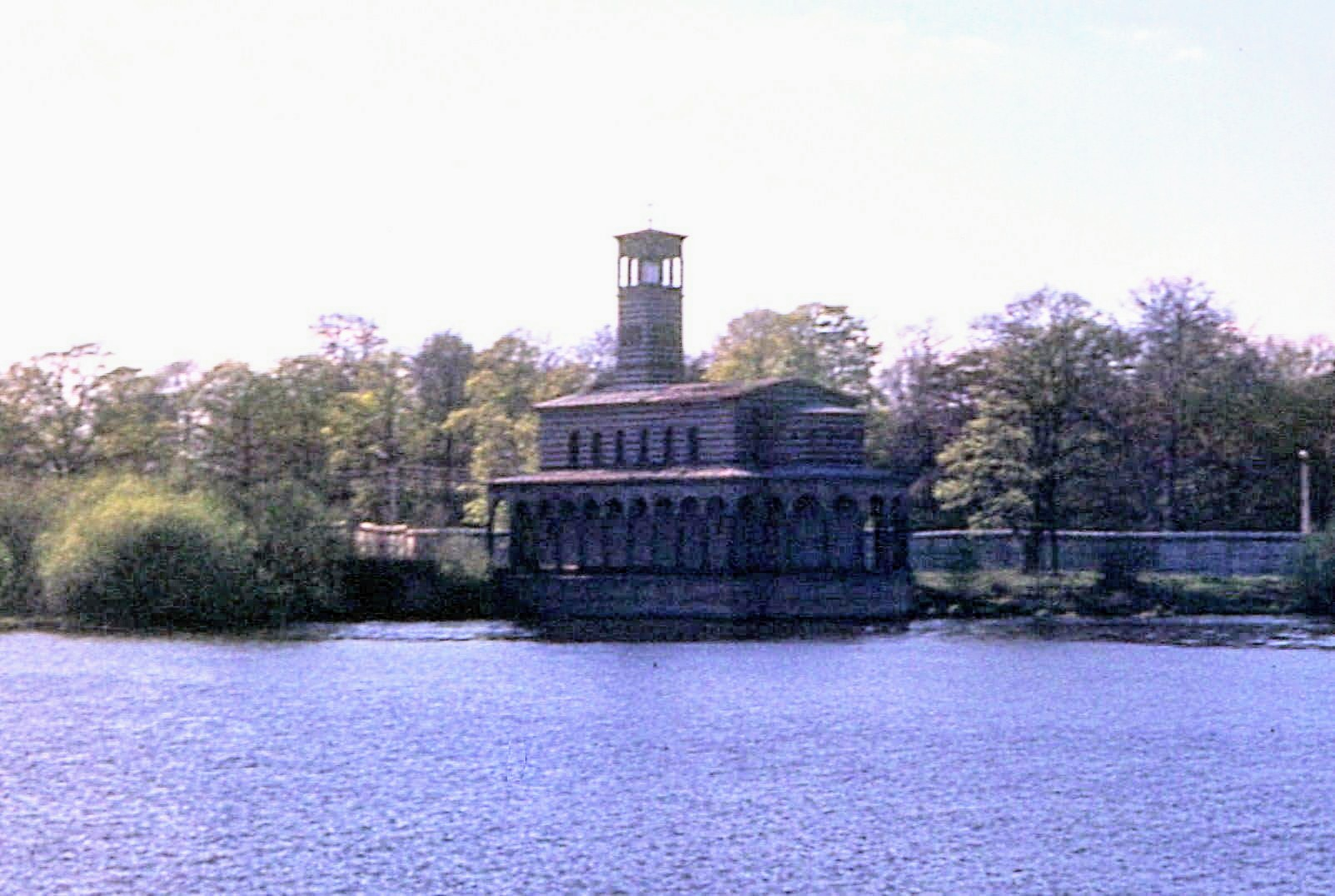
Heilandskirche und Berliner Mauer, 1972 von einem West-Berliner Ausflugsschiff aus gesehen

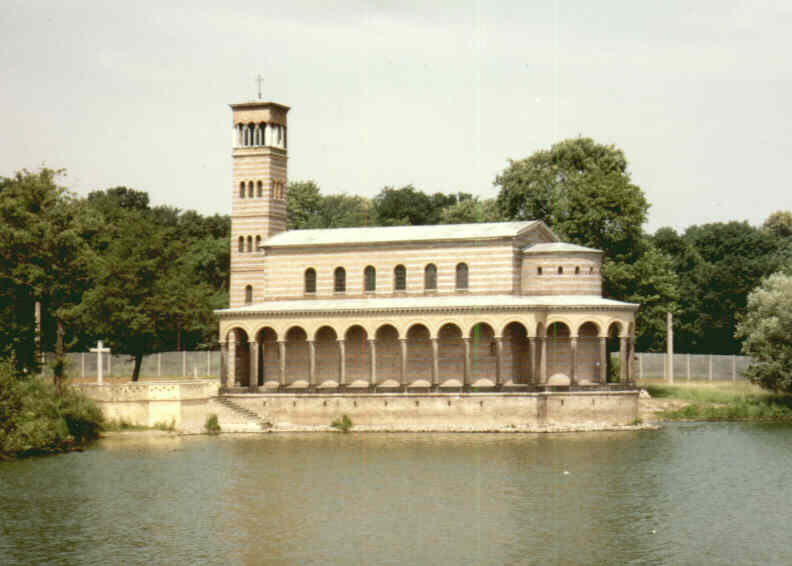
Südseite der Heilandskirche Anfang 1990. Im Hintergrund noch der Grenzzaun.

Der Mauerbau im August 1961 führte im Laufe der darauffolgenden Jahrzehnte zu erheblichen Beschädigungen an und vor allem in der Heilandskirche. Die Sperranlagen der DDR entlang der deutsch-deutschen Grenze verliefen direkt über das Kirchengelände. Der Campanile wurde zum Bestandteil der Sperrmauer gemacht, indem man die hohen Betonplatten an den Glockenturm ansetzte. Dennoch fanden noch bis Heilig Abend 1961 regelmäßig Gottesdienste statt. Wenige Tage später wurde das Innere der Heilandskirche, die auf von DDR-Grenztruppen scharf bewachtem Gebiet stand, durch die Sicherheitsorgane verwüstet und so die weitere Nutzung unmöglich gemacht. Die Grenzbehörden schufen damit einen Vorwand, die Kirche vollständig abzuriegeln, um eventuelle Fluchtversuche aus diesem Grenzabschnitt zu verhindern.
Der Zustand der Kirche verschlechterte sich von Jahr zu Jahr. Als vom Wasser und dem Westberliner Ufer der Havel aus zu sehen war, dass der Verfall bedrohliche Ausmaße annahm, versuchten Westberliner auf politischem Wege das Gebäude zu retten. Durch die Initiative des damaligen Regierenden Bürgermeisters von West-Berlin, Richard von Weizsäcker, und nach langwierigen Verhandlungen zwischen kirchlichen Stellen und den zuständigen Regierungsstellen der DDR, konnte 1984/1985 das Äußere des Kirchengebäudes wiederhergestellt werden. Zu Beginn der Sanierungsmaßnahmen wurden die Apostelfiguren geborgen und ausgelagert (nach Paaren/Glien). Andere wichtige Teile der Innenausstattung, die 1961 beschädigt, aber noch vorhanden waren, gingen verloren.
Nach dem Mauerfall wurde am Heiligen Abend 1989, nach knapp drei Jahrzehnten, wieder ein Gottesdienst in der Kirche gehalten. Der zu diesem Zeitpunkt noch zerstörte Innenraum der Heilandskirche erhielt nach aufwendiger Restaurierung in den Jahren 1993–1995 sein heutiges Gesicht. Die Voruntersuchungen dafür begannen bereits 1990. Die mit dieser Aufgabe betrauten Architekten konnten in Zusammenarbeit mit der Denkmalbehörde und dem kirchlichen Bauamt nach einigen noch vorhandenen zeichnerischen Unterlagen und Schwarz-Weiß-Fotos architektonische Details rekonstruieren und den Originalzustand weitestgehend wiederherstellen. Die Konsolen unter den Apostelstatuetten sind jedoch nach historischen Vorbildern frei nachgebildet und auch die ursprüngliche Reihenfolge der aufgestellten Apostelfiguren war nicht mehr feststellbar. Die neue Orgel wurde im Juni 2009 eingebaut.
Von Peter Joseph Lennés gestalteter Gartenfläche waren acht Hektar im Zuge der Grenzbefestigung völlig zerstört und der Park durch die Errichtung von Garagen, Hundezwingern und den Nachbau einer typischen Grenzübergangsstelle für die Ausbildung der Zollhunde zweckentfremdet worden. Ab 1994 wurde das Areal wiederhergestellt.
Seit Auflösung der Pfarrstelle 1977 gehört die Sacrower Gemeinde mit zum Pfarrsprengel der Potsdamer Evangelischen Pfingst-Kirchengemeinde, und seit Wiederherstellung im Jahr 1995 finden regelmäßig Gottesdienste und Konzerte in der Heilandskirche statt.

## Architektur

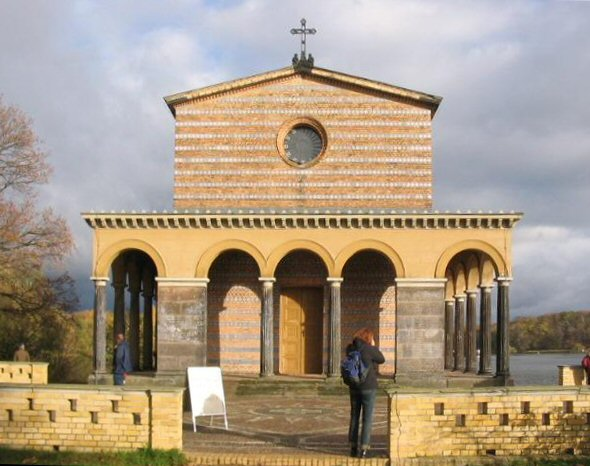
Ansicht von Westen (Eingangsbereich)

### Kirchenschiff

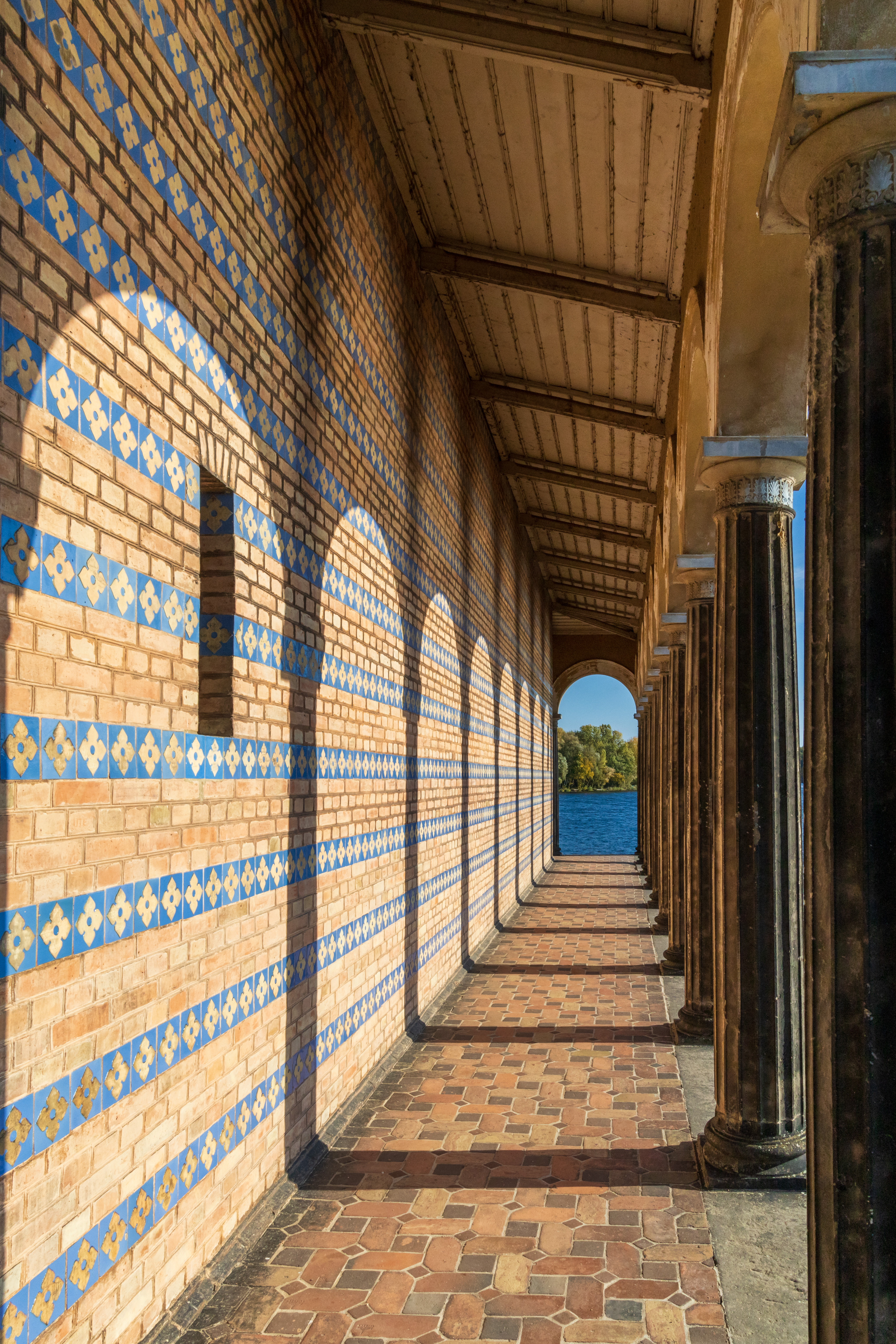
Die umlaufende Arkade.

Wie bei der nur wenig später errichteten Friedenskirche im Park Sanssouci dienten auch bei der Heilandskirche jene Sakralbauten als Vorbild, die von frühen christlichen Gemeinden aus den römischen Markt- und Gerichtshallen umgestaltet worden sind. Der königliche Bauherr bevorzugte, wie bei diesen Gebetshäusern üblich, eine einfache, flache Deckenkonstruktion im Gegensatz zum neugotischen Stil mit seinen hohen, gewölbten Hallendecken. Die frühchristliche Bauweise war für Friedrich Wilhelm IV. eine architektonische Reminiszenz an das frühe Christentum, dessen Zusammenhalt in der Glaubensgemeinschaft für ihn vorbildlich war.
Der über 9 Meter hohe, 18 Meter lange und 8 Meter breite kubische Baukörper, mit östlich ausgebauter Apsis, ist von einem überdachten Arkadengang umgeben. So entsteht optisch der Eindruck einer dreischiffigen Basilika. Da der Säulengang auf einem halbrunden Fundament in die Havel ragt, wirkt die Kirche vom Wasser und vom gegenüberliegenden Ufer der Berlin-Wannseer Südwestecke unterhalb des Schäferbergs aus wie ein Schiff, das vor Anker liegt.

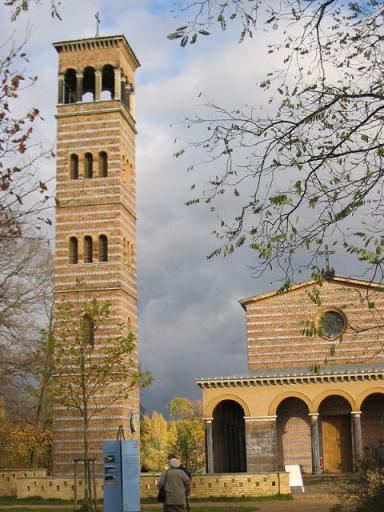
Der Campanile

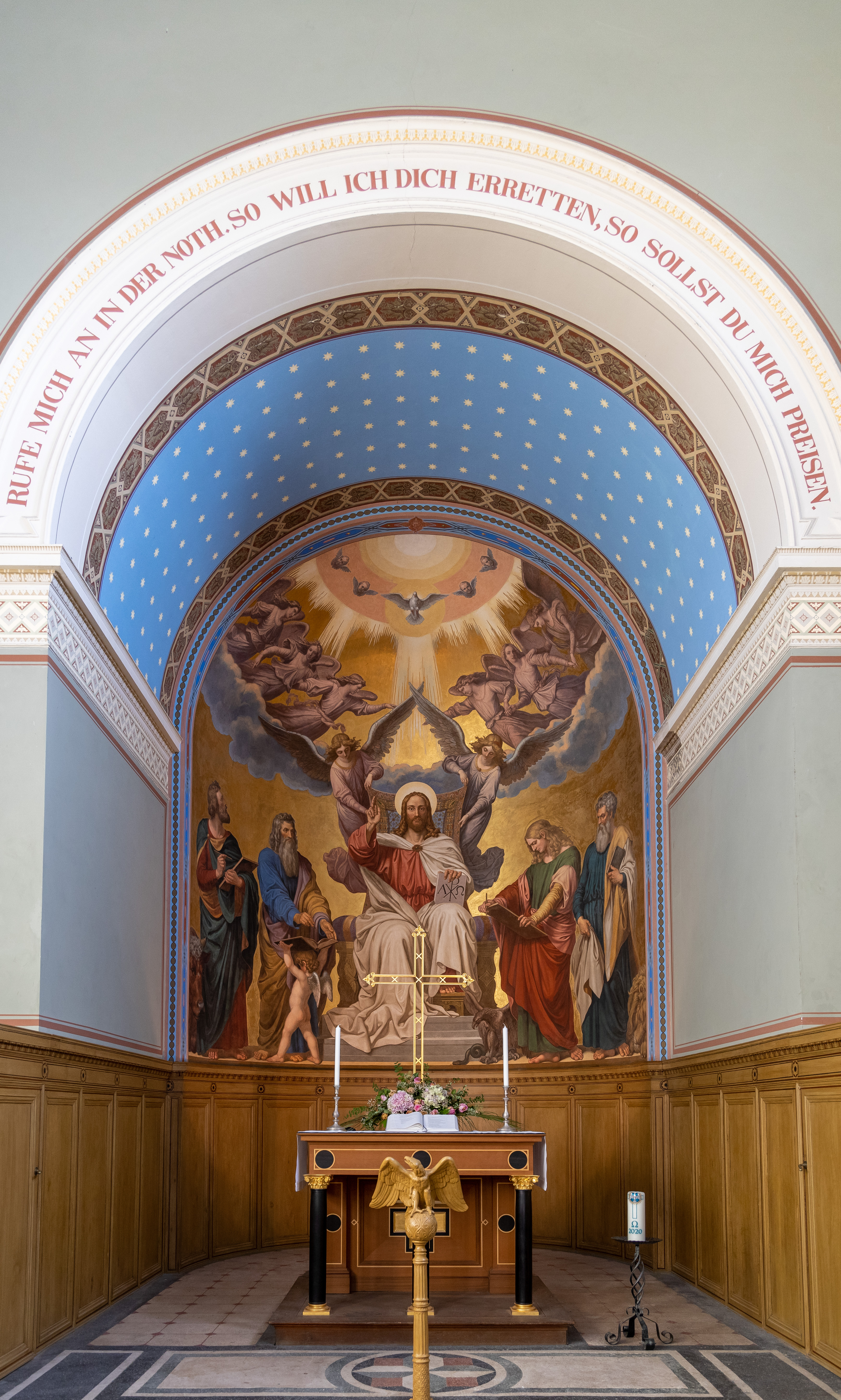
Altarraum

Die kannelierten Säulen haben anstelle von Kapitellen einen Palmettenring aus Zinkguss. An der Vorderfront wird die Säulenordnung durch zwei breite Sandsteinpfeiler unterbrochen. An ihnen sind in der Art von Votivtafeln Bibelzitate in den Stein gemeißelt, mit Worten aus dem Evangelium nach Johannes 1,1–16  sowie dem 1. Korinther 13 . Durch die Rundbogenfenster im oberen Teil des Langhauses – die Obergadenfenster – und die Fensterrose im Westgiebel fällt Licht in das Innere der Kirche. Die aus gelblichrosa Backstein verblendeten Außenwände werden durch horizontale Streifen mit blauglasierten, gelbgemusterten Fliesen unterbrochen. Sowohl an griechische Tempelbauten als auch an frühchristliche Bauten erinnert die flache Dachneigung der verschiedenen Bauteile. Auf dem Scheitel des Daches schmückt ein Giebelkreuz aus Zinkguss die Vorderfront.

### Campanile (Glockenturm)
Auf dem rechteckigen Vorplatz mit Exedra (halbkreisförmige Sitzbank) an den Schmalseiten steht der über 20 Meter hohe Campanile. Der Turm hat die gleiche Backsteinverblendung mit dem eingelegten Fliesenmuster wie das Gotteshaus. Die Rundbogenöffnungen nehmen nach oben zu und enden im letzten Geschoss in einem offenen Belvedere. Den Abschluss bildet ein flaches Zeltdach mit Kugel und Kreuz.
Der Campanile trägt eine über 600 Jahre alte Bronzeglocke. Ihr überliefertes, aber nicht belegbares Gussjahr soll 1406 sein. Erstmals erwähnt wurde sie im Jahr 1661. Die Glocke stammt vermutlich aus der alten Feldsteinkirche. Eine zweite Glocke ist 1917 und deren Nachfolgerin 1944 für die Rüstungsproduktion beschlagnahmt worden.
Im Sommer 1897 diente der Glockenturm den Physikern Adolf Slaby und Georg Graf von Arco für Versuche zur Perfektionierung der Funktechnik Marconis, die wesentliche Voraussetzungen für den Rundfunk schufen. Hier wurde die erste deutsche Antennenanlage für drahtlose Telegraphie errichtet. Am 27. August gelang die Signalübertragung zur 1,6 Kilometer entfernten kaiserlichen Matrosenstation Kongsnæs am gegenüberliegenden Ufer des Jungfernsees in der Schwanenallee in Potsdam. Eine 1928 von Hermann Hosaeus geschaffene Gedenktafel über der Eingangstür des Campanile weist auf diesen Versuch hin (siehe Bild unten links). Im Zentrum der Tafel, die aus grünem Dolomit gearbeitet ist, befindet sich Atlas mit der Weltkugel, umgeben von Blitzen und der Denkschrift: „An dieser Stätte errichteten 1897 Prof. Adolf Slaby und Graf von Arco die erste Deutsche Antennenanlage für drahtlosen Verkehr.“

### Innenraum

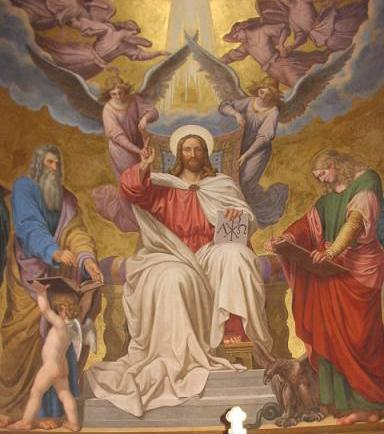
Freskogemälde (Detail)

In der schlicht gehaltenen Kirchenhalle dominiert das Freskogemälde in der Apsis im byzantinischen Stil. Auf goldglänzendem Untergrund wird der thronende Christus mit dem Buch des Lebens dargestellt, umgeben von den vier Evangelisten Lukas, Matthäus, Johannes und Markus mit ihren Symbolfiguren Stier, Mensch, Adler und Löwe. Über ihren Köpfen schweben im Halbkreis Engelsgestalten. Am Scheitel der Halbkugel sieht man die Taube als Sinnbild des Heiligen Geistes. Nach dem Entwurf eines der bedeutendsten Maler der deutschen Romantik, Carl Joseph Begas, führte Adolf Eybel das Gemälde 1845 in Freskotechnik aus. Im Halbrund des Vorjochs (Bema) wird die Farbgestaltung der Hallendecke, gelbe Sterne auf blauem Untergrund, wieder aufgenommen.
Der freistehende Altartisch aus Zedernholz wurde 1961 mutwillig zerstört. Da eine Rekonstruktion wegen fehlender Dokumentationen nicht möglich war, steht heute an selber Stelle ein gleich großer aber betont schlichterer Tisch. Dem besonderen Wunsch Friedrich-Wilhelms IV. entsprechend steht das Kreuz nicht auf dem Altar, sondern mit etwas Abstand dahinter, so dass der Pfarrer dazwischen treten und mit Blick zur Gemeinde auf dem Altar hantieren kann. Das Kirchenschiff hat eine Kassettendecke mit sichtbarer Balkenkonstruktion. Die Abstände der Balken entsprechen seit der Außen- und Dachsanierung von 1985 nicht mehr genau dem Original. Die einzelnen Felder sind mit blauem Tuch bespannt und hellgelben Sternen ausgemalt, entsprechend dem erhaltenen Deckengewölbe der Apsis. Zwischen den Obergadenfenstern stehen auf Konsolen Statuetten der zwölf Apostel aus Lindenholz. Sie wurden 1840/1844 von Jakob Alberty geschnitzt. Als Vorbild dienten die Apostelstatuetten an Peter Vischers Sebaldusgrab in St. Sebald in Nürnberg (um 1500) und von Christian Daniel Rauch gefertigte Modelle für den Berliner Dom.
Die Sitzbänke standen im ersten Jahr parallel zu den Längswänden. Seit 1845 waren sie zu vier Blöcken in Richtung Apsis angeordnet. Ebenso steht das nach 1990 originalgetreu ersetzte Gestühl. Die sehr hohen Rückenlehnen und die gleich hohen Türen zwischen den Bankreihen sollten jede Ablenkung vermeiden und die Blicke der Gläubigen auf den um drei Stufen erhöhten Altarraum, Kanzel und Lesepult lenken. Der Fußbereich des Gestühls hat einen Holzfußboden, einige Zentimeter über dem Estrich, in den farbige Tonfliesen eingelassen sind.
Der einzige Zugang in das Kirchengebäude liegt auf der westlichen Seite. In diesem Bereich ist eine kleine Sakristei vom Kirchenraum abgetrennt. Außerdem befindet sich hier die Treppe zur darüberliegenden Orgelempore.

### Orgel

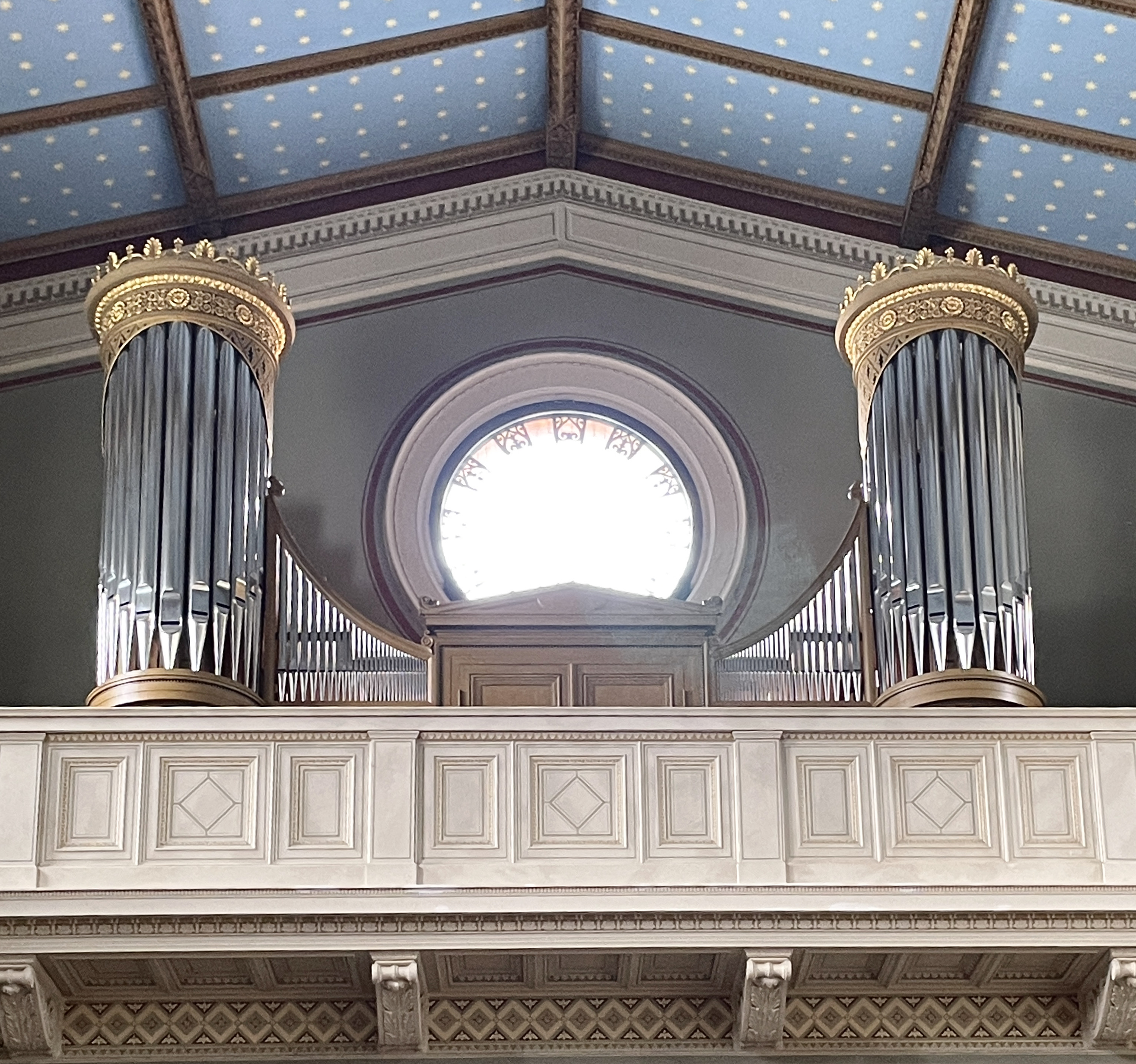
Blick auf die Orgel

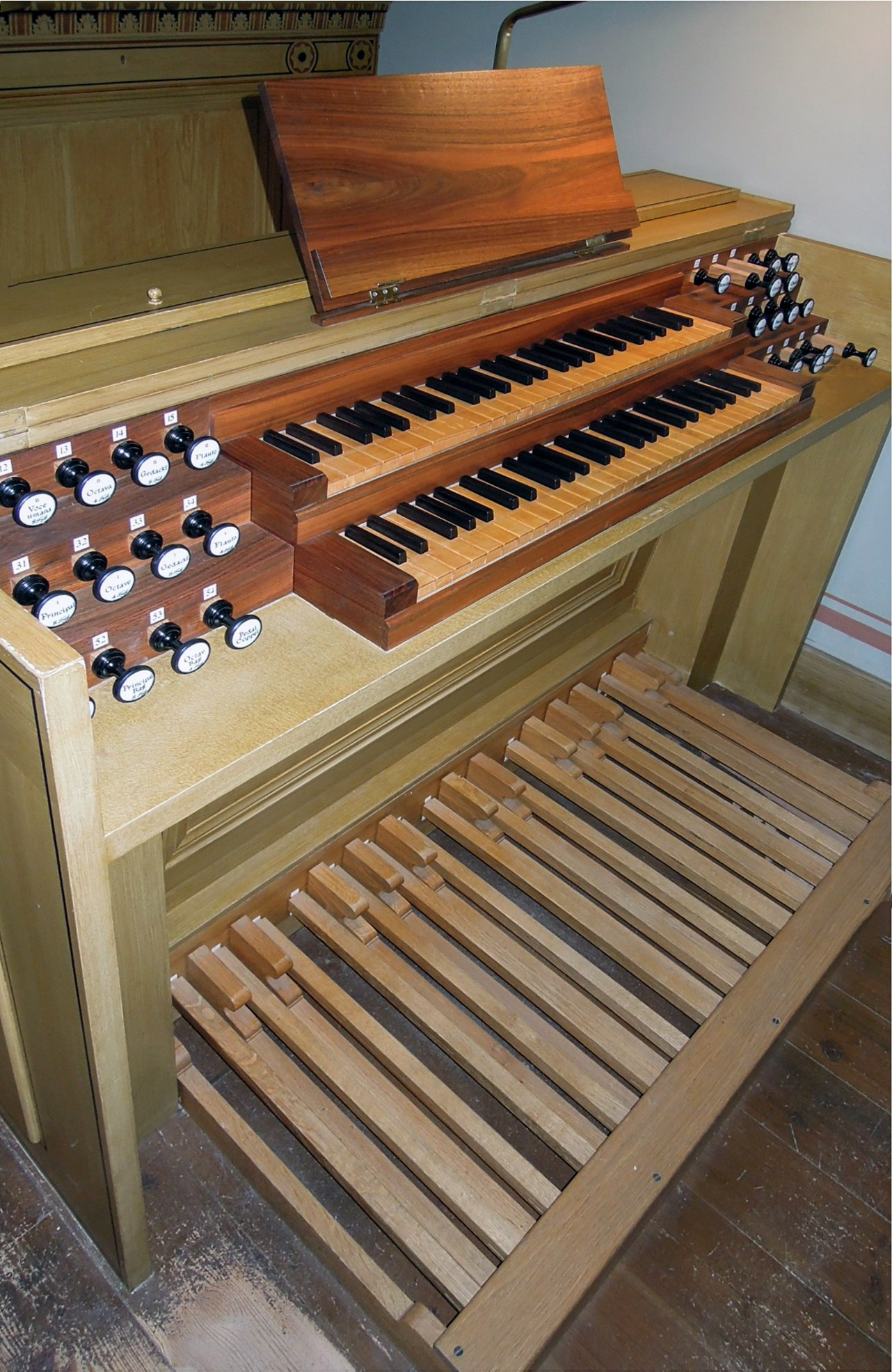
Seitenspieliger Spieltisch

Das 1844 vom Potsdamer Orgelbauer Gottlieb Heise geschaffene einmanualige Instrument hatte fünf Register mit angehängtem Pedal. 1907 veränderte Alexander Schuke die Orgel durch größere 8’-Prospektpfeifen. Sie umfasste nun sechs Manual- und ein Pedalregister. 1961 wurde das Instrument durch Vandalismus zerstört. Von 1990 bis 2009 stand an seiner Stelle eine Attrappe. Aus finanziellen Gründen konnte die neue echte Orgel erst im Juni 2009 eingebaut werden. Das Instrument aus der Orgelwerkstatt Wegscheider ist mit zwei Manualen, Pedal und 17 Registern (und fünf Wechselschleifen) sowie seitlichem Spieltisch ausgestattet.
| I Manual C–f3 „In brandenburger Manier“ |           |        |
| 1.                                      | Principal | 8′     |
| 2.                                      | Gedackt   | 8′     |
| 3.                                      | Octave    | 4′     |
| 4.                                      | Rohrflöte | 4′     |
| 5.                                      | Flauto    | 4′     |
| 6.                                      | Nasat     | 3′     |
| 7.                                      | Flöte     | 2′     |
| 8.                                      | Terz      | 1 3⁄5′ |

| II Manual C–f3 „In italienischer Manier“ |                     |       |
| 09.                                      | Principal amabile   | 8′    |
| 10.                                      | Gedackt (= Nr. 2)   | 8′    |
| 11.                                      | Voce Umana (ab f0)  | 8′    |
| 12.                                      | Octava              | 4′    |
| 13.                                      | Flauto (= Nr. 5)    | 4′    |
| 14.                                      | Rohrflöte (= Nr. 4) | 4′    |
| 15.                                      | Octava              | 2′    |
| 16.                                      | Quinta              | 1 ⁄3′ |
| 17.                                      | Octava              | 1′    |
| 18.                                      | Quinte B            | 2⁄3′  |
| 19.                                      | Octava D            | 1⁄2′  |

| Pedal C–d1 |                         |     |
| 20.        | Subbass                 | 16′ |
| 21.        | Prinzipal Baß (= Nr. 1) | 08′ |
| 22.        | Octav Baß (= Nr. 3)     | 04′ |

- Koppeln: II/I, I/P
- Nebenregister: Rossignol
- Spielhilfen: Ripienozug, Gesamttremulant

### Klangbeispiele und CD-Einspielung
- Klangbeispiele aus J. S. Bach: „Die Kunst der Fuge“

|  |  |  |  |

|  |  |  |  |

- Eine CD-Produktion der Orgel erschien 2021: „In Portu Sacro. Mit der Wegscheider-Orgel durch die Zeiten.“ Stefan Kießling spielt Werke von Frescobaldi, Weckmann, Pachelbel, J. S. und C. P. E. Bach, Rinck und Mendelssohn Bartholdy.[9]

## Literatur

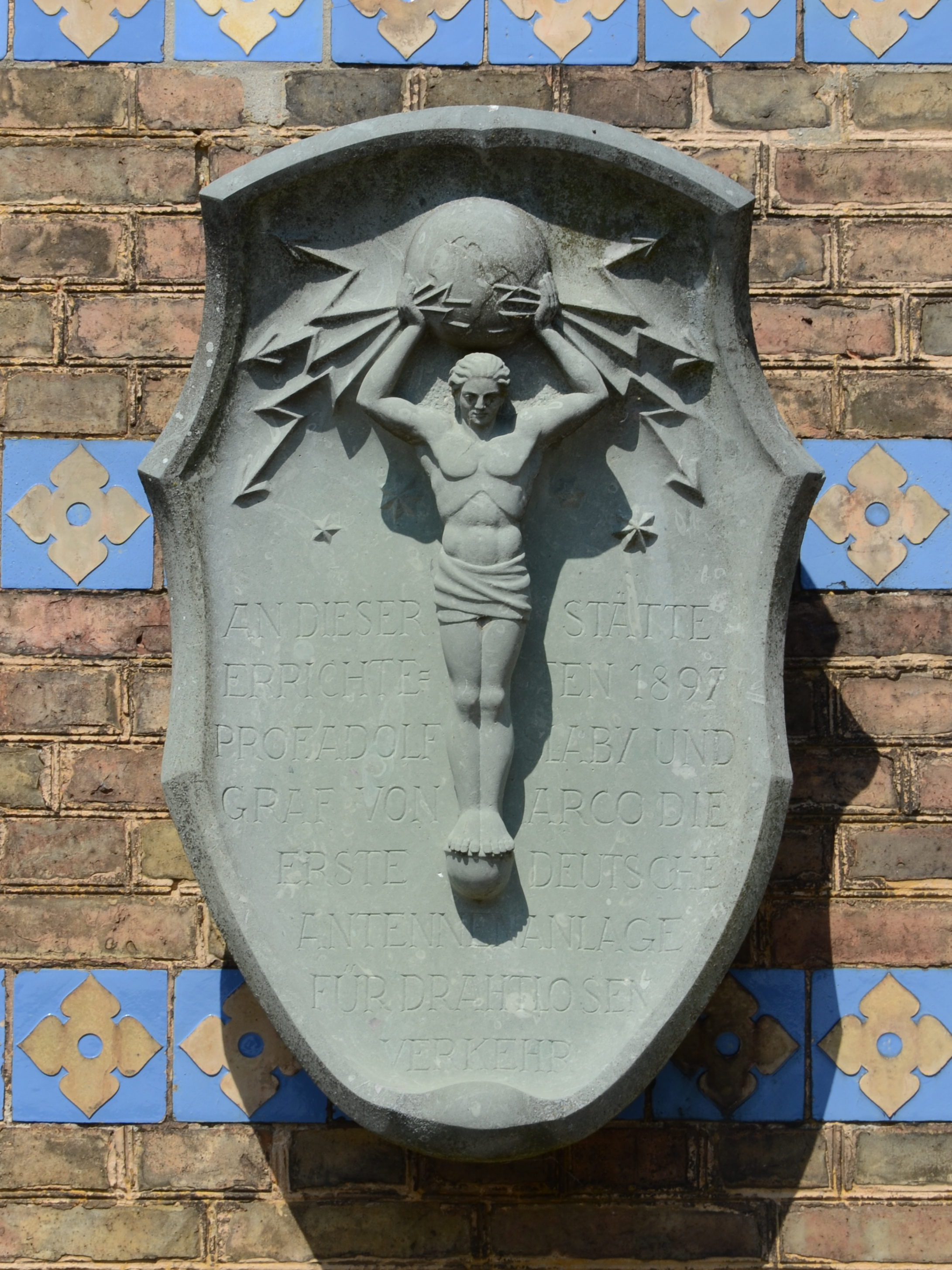
Die Atlasplatte am Campanile der Heilandskirche wurde im Jahr 1928 von Hermann Hosaeus aus grünem Dolomit geschaffen

## Filme
- Die Sacrower Heilandskirche – Kirche im Niemandsland, Doku von Jens Arndt, Deutschland 2017, 45 min[12]
- Sacrow bei Potsdam. Paradies im Mauerschatten. Reihe Geheimnisvolle Orte – Fernsehdokumentation. Deutschland 2020. Bei: rbb, 3. August 2021, 20:15–21 Uhr

## Anmerkung
1. ↑  Grenzlinie war die Mitte der dort relativ breiten Havel. Aus praktischen Gründen wurden die Sperrwerke aber nicht im Wasser, sondern fast ausschließlich am DDR-seitigen Ufer eines Flusses oder Sees errichtet.